# Estació de Sabadell-Rambla
Sabadell-Rambla és una antiga estació de ferrocarril, actualment fora de servei, propietat de Ferrocarrils de la Generalitat de Catalunya (FGC) situada al centre de Sabadell, al Vallès Occidental. L'estació era el fi de la línia Barcelona-Vallès per on circulaven trens de la línia S2. Només té una única andana, ja que des de Sabadell-Estació fins al final d'aquesta és via única, tampoc té cua de maniobres. Des de juny de 2018 s'ha rehabilitat com a Centre de Desenvolupament Professional Ferroviari.

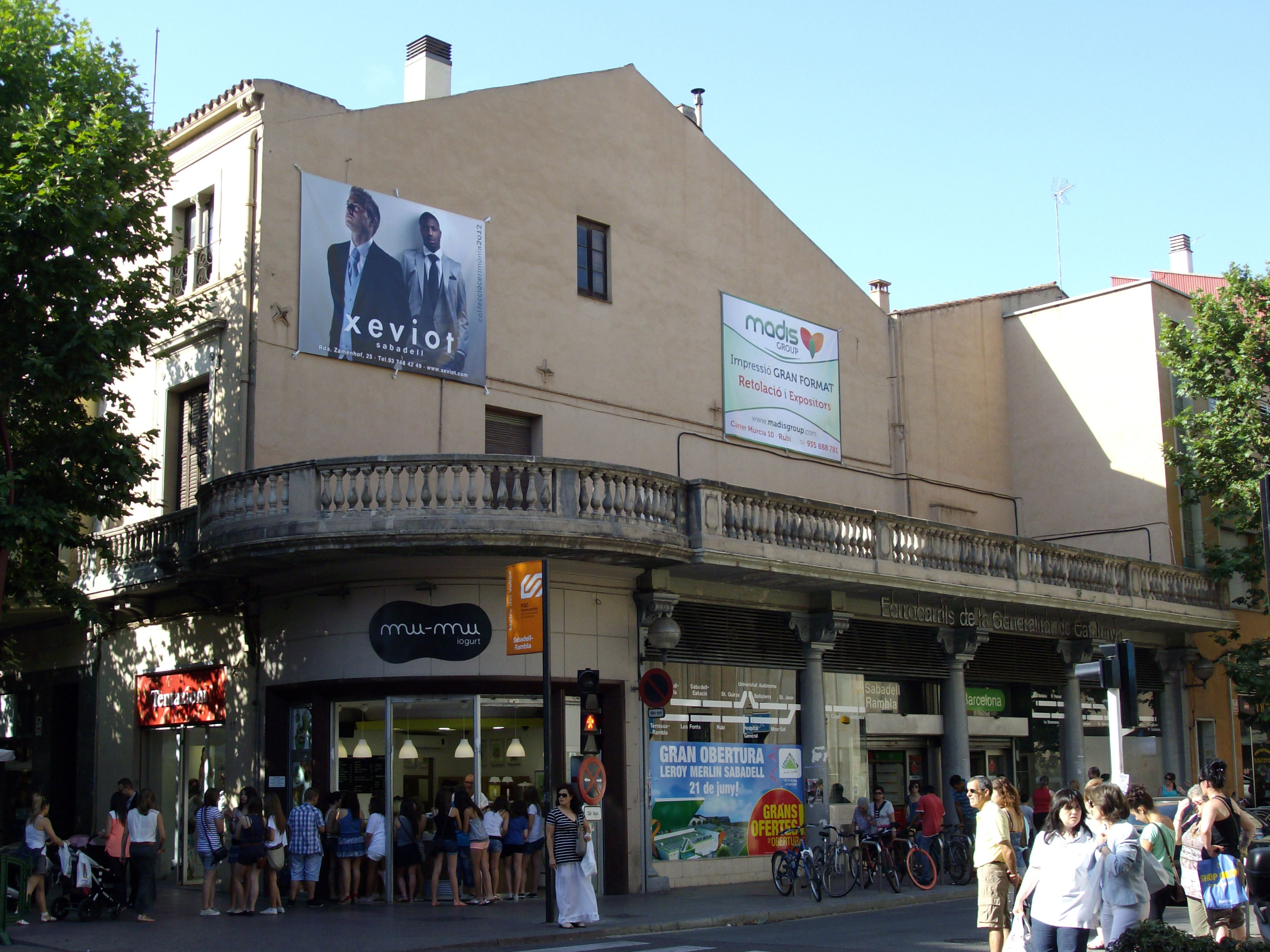
Estació Sabadell-Rambla al carrer de la República.

## Història
L'estació es va inaugurar el 21 de setembre de 1925, tres anys després d'obrir el tram entre Sant Cugat Centre i Sabadell-Estació perquè l'Ajuntament de Sabadell i especialment Jaume Ninet i Vallhonrat va pressionar perquè la línia fos subterrània. La construcció la va dur a terme l'empresa Ferrocarrils de Catalunya (FCC) que estava ampliant el Tren de Sarrià cap al Vallès.
L'estació va ser tancada el 12 de setembre del 2016, després de més de 90 anys de funcionament, quan es va inaugurar el nou tram fins a Sabadell Parc del Nord. L'estació del centre va ser traslladada uns 200 metres més amunt, a l'estació Sabadell Plaça Major, ja que Sabadell-Rambla no era compatible amb el perllongament de la línia.
El juny de 2018 es va presentar com un Centre de Desenvolupament Professional Ferroviari, on s'impartirà formació en matèria ferroviària.

## Edifici de l'estació
L'estació és soterrània. A l'exterior hi ha un edifici, en què predomina la presència de l'espai obert, similar a un pòrtic i que dona entrada al soterrani. Presenta tres columnes amb èntasi i capitell de secció en forma de creu decorats amb volutes que suporten el sostre. Al cantó dret hi ha una balustrada formada per un sòcol i petites columnes amb un perfil en el que dominen les línies còncaves i convexes. Sobre el passamà hi ha una petita reixa de ferro forjat amb ornamentació geomètrica. Aquesta mateixa balustrada es repeteix a l'acabament de la façana amb una alternança de pilars entre les columnetes. Destaca el domini del vocabulari basat en elements classicistes.
| Línia Barcelona-Vallès de FGC |                  |       |          |                        |
| Procedència/Destinació        | <                | Línia | >        | Procedència/Destinació |
| Barcelona - Pl. Catalunya     | Sabadell-Estació |       | terminal | terminal               |